# Lesawaja Buda
Lesawaja Buda (biał. Лесавая Буда; ros. Лесовая Буда, Lesowaja Buda; pol. hist. Lasowa Buda) – wieś na Białorusi, w obwodzie homelskim, w rejonie kormańskim, w sielsowiecie Barawaja Buda.

## Historia
W XIX i w początkach XX w. folwark należący do Wiesiołów, położony w Rosji, w guberni mohylewskiej, w powiecie rohaczewskim, w gminie Merkułowicze. W pobliżu mieściła się tu wówczas stacja pocztowa Lesowaja Buda na drodze z Witebska do Homla.
Następnie w granicach Związku Sowieckiego. Od 1991 w niepodległej Białorusi.